# Bukowice (Lublin)
Pour les articles homonymes, voir Bukowice.
Bukowice (prononciation : [bukɔˈvʲit͡sɛ]) est un village polonais de la gmina de Leśna Podlaska dans le powiat de Biała Podlaska de la voïvodie de Lublin dans l'est de la Pologne.
Il se situe à environ 16 kilomètres au nord-ouest de Biała Podlaska (siège du powiat) et 105 kilomètres au nord de Lublin (capitale de la voïvodie).
Le village comptait une population de 125 habitants en 2021.

## Histoire
De 1975 à 1998, le village est attaché administrativement à la voïvodie de Biała Podlaska.
Depuis 1999, il fait partie de la voïvodie de Lublin.